# 李蔚 (北朝)
李蔚（?—?），顿丘（郡治今河南省清丰县）人，北齐政治人物。

## 生平
李蔚年轻时清秀，涉览史传，兼善文词。但是疏放不羁。李蔚能自持公正，颇有时誉。因为兄长李庶诋毁魏收所撰《魏书》，流放平州。后还邺城，官至尚书左中兵郎中，担任聘南陈副使。南陈以其父曾经将命，非常看重他。回国，因为带人渡长江私自贸易之罪除名。后在秘书丞任上去世。

## 家族
祖父李平。父李谐。兄李庶。